# Ocyptamus flavipennis
Ocyptamus flavipennis là một loài ruồi trong họ Ruồi giả ong (Syrphidae). Loài này được Wiedemann mô tả khoa học đầu tiên năm 1830. Ocyptamus flavipennis phân bố ở vùng Tân Nhiệt đới